# Tshane
Tshane är en ort i Kgalagadi-distriktet i Botswana. Den ligger i Kalahariöknen. Befolkningen uppgick 2001 till 858 personer.